# Наройки
Наройки (Наройкі, пол. Narojki) , (підляський говір. Наройки) — село в Польщі, у гміні Дорогичин Сім'ятицького повіту Підляського воєводства. Населення — 203 особи (2011).

## Історія
Ймовірно, території були населені русинами ще за часів Київської Русі. Вперше згадується 1508 року. На початку XX століття в селі діяла школа, налічувалося 21 домів та 244 мешканці.
У 1975—1998 роках село належало до Білостоцького воєводства.

## Населення
Демографічна структура станом на 31 березня 2011 року:
|          | Загалом | Допрацездатний вік | Працездатний вік | Постпрацездатний вік |
| -------- | ------- | ------------------ | ---------------- | -------------------- |
| Чоловіки | 100     | 23                 | 60               | 17                   |
| Жінки    | 103     | 21                 | 53               | 29                   |
| Разом    | 203     | 44                 | 113              | 46                   |

### Релігія
У селі міститься парафіяльна церква Святого Косми і Демяна. Перша згадка про церкву в Наройках датується 1629 роком. У 1863—1866 роках зведений сучасний мурований церковний будинок. На початку XX століття до православної парафії Наройків належали села Цецелі та Клюково. У міжвоєнні роки церква була філією православної парафії в Сім'ятичах. У 1940-х роках місцева парафія відновлена.